# Otiothops pilleus
Espèce
Synonymes
- Otiothops amazonicus Mello-Leitão, 1944 nec Simon, 1887

Otiothops pilleus est une espèce d'araignées aranéomorphes de la famille des Palpimanidae.

## Distribution
Cette espèce est endémique du Tocantins au Brésil,. Elle se rencontre vers Chambusa.

## Description
Le mâle holotype mesure 4,97 mm.

## Publications originales
- Platnick, 1975 : A revision of the palpimanid spiders of the new subfamily Otiothopinae (Araneae, Palpimanidae). American Museum Novitates, no 2562, p. 1-32 (texte intégral).
- Mello-Leitão, 1944 : Algumas aranhas da região amazônica. Boletim do Museu Nacional do Rio de Janeiro (N.S., Zool.), vol. 25, p. 1-12.